# Конотоп (пункт контролю)
51°14′24″ пн. ш. 33°12′5″ сх. д. / 51.24000° пн. ш. 33.20139° сх. д.
Коното́п (МФА: [kon̪oˈt̪ɔp] ( прослухати)) — пункт контролю через державний кордон України на кордоні з Росією.
Розташований у Сумській області, у місті Конотоп на станції Конотоп. Через місто проходить автошлях Р60 та Р61.
Вид пункту контролю — залізничний. Статус пункту контролю — міжнародний.
Характер перевезень — пасажирський, вантажний.
Окрім радіологічного, митного та прикордонного контролю, пункт контролю «Конотоп» може здійснювати лише санітарний та ветеринарний контроль.
Пункт контролю «Конотоп» входить до складу митного посту «Конотоп» Сумської митниці. Код пункту пропуску — 80511 11 00 (12).

## Галерея

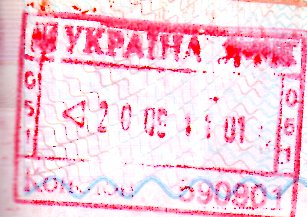
Штамп залізничного пункту пропуску "Конотоп"

## Джелела та посилання
- Пункти пропуску на кордоні із Росією — Державна прикордонна служба[недоступне посилання з квітня 2019]